# Curtiss XP-62
Curtiss XP-62 là một mẫu thử máy bay tiêm kích vũ trang hạng nặng, do hãng Curtiss-Wright Corporation chế tạo dành cho Quân đoàn Không quân Lục quân Hoa Kỳ.

## Tính năng kỹ chiến thuật (XP-62)
Đặc điểm tổng quát
- Kíp lái: 1
- Chiều dài: 39,5 ft (12.04 m)
- Sải cánh: 53,67 ft (16,36 m)
- Chiều cao: 16,25 ft (4,95 m)
- Diện tích cánh: 420 ft² (39 m²)
- Trọng lượng rỗng: 11.773 lb (5.340 kg)
- Trọng lượng có tải: 14.660 lb (6.650 kg)
- Trọng lượng cất cánh tối đa: 16.651 lb (7.553 kg)
- Động cơ: 1 × Wright R-3350-17, 2.300 hp (1.716 kW)

 Hiệu suất bay 
- Vận tốc cực đại: 448 mph (389 kn, 721 km/h)
- Tầm bay: 1.500 mi (1.300 nmi, 2.400 km)
- Trần bay: 35.700 ft (10.900 m)
- Tải trên cánh: 35 lb/ft² (171 kg/m²)
- Công suất/trọng lượng: 0,16 hp/lb (260 W/kg)

Trang bị vũ khí

- Súng: 4 × pháo 20 mm (0.79 in)